# 川口敏男
川口 敏男（かわぐち としお、1910年（明治43年）5月3日 - 1989年（平成元年）7月16日）は日本の詩人。

## 略歴・人物
1910年（明治43年）5月3日に兵庫県で生まれる。1942年（昭和17年）に法政大学文学部英文学科を卒業する。
17歳ごろから詩作を始め、百田宗治に師事して『椎の木』の同人となる。1935年（昭和10年）に『木欒』を主宰し、1937年（昭和12年）に阪本越郎らと『純粋詩』を創刊する。
1989年（平成元年）7月16日に死去、79歳。

## 詩集
- 『花にながれる水』（昭森社、1939）
- 『アケビの掌』（ネプチューン・シリーズ刊行会、1962）
- 『はるかな球』（風社、1967）
- 『川口敏男詩集』（宝文館出版、1976）
- 『砂の行方』（風社、1973）
- 『幻の花』（芦書房、1979）
- 『蔓のむこうへ』（芦書房、1983）
- 『新編川口敏男全詩集』（宝文館出版、1986）

## 著書
- 『危険なエンジェル:ディラン・トマス論』（新興書房、1967）
- 『詩論英米の現代詩』（宝文館出版、1987）